# Leopoldo V di Babenberg
Leopoldo V di Babenberg, detto il Virtuoso, (1157 – Graz, 31 dicembre 1194), fu duca d'Austria dal 1177 alla morte e duca di Stiria dal 1192 alla morte.
Era figlio di Enrico II di Babenberg e di sua moglie Teodora Comnena, nipote dell'imperatore bizantino Manuele I.

## Biografia
Il 17 agosto 1186 venne negoziato il patto di Georgenberg con Ottocaro IV di Stiria, con il quale la Stiria e la parte centrale dell'Austria Superiore vennero unite al ducato d'Austria dopo il 1192. Questo fu il primo passo per la creazione della moderna Austria. Leopoldo è soprattutto conosciuto fuori dall'Austria per la sua partecipazione alla terza crociata. Egli giunse a prendere parte all'assedio di San Giovanni d'Acri nella primavera del 1191, dopo essere salpato da Zara. Egli prese il comando di ciò che restava delle truppe imperiali alla morte di Federico Barbarossa nel gennaio dell'anno successivo.
Alla resa di San Giovanni d'Acri, sul regno di Gerusalemme svettavano le bandiere dei vincitori Riccardo I d'Inghilterra, Filippo II di Francia e Leopoldo che erano state innalzate dal cugino di Leopoldo, Corrado del Monferrato. Successivamente, Riccardo rimosse la bandiera di Leopoldo. Riccardo era già stato sospettato di aver contribuito all'assassinio di Corrado, poco dopo la sua elezione come Re di Gerusalemme nell'aprile del 1192. Nel suo ritorno invernale in Europa, la leggenda vuole che nel suo viaggio si sia fermato a Vienna dove, riconosciuto (probabilmente per il sigillo che portava alla mano) venne arrestato nel distretto di Erdberg (l'attuale Landstraße).
Per un certo periodo il re venne imprigionato a Dürnstein ed accusato ufficialmente dell'assassinio di Corrado del Monferrato alla salita al potere dell'Imperatore Enrico VI. L'immensa somma che dovette pagare per riscattarsi, che si suppone fosse corrispondente a seimila lingotti d'argento, contribuì alla fondazione della zecca di Vienna, e venne utilizzata per la costruzione delle nuove mura della città e per la costruzione di Wiener Neustadt. Leopoldo, comunque, venne scomunicato dal papa Celestino III per aver fatto prigionieri dei crociati.
Nel 1194 Leopoldo si ruppe un piede per una caduta da cavallo durante un torneo a Graz. Morì successivamente di gangrena, dopo che l'arcivescovo di Salisburgo Adalberto lo aveva sollevato dalla scomunica.

## Matrimonio e discendenza
Leopoldo nel 1172 sposò Elena (1158 – 1199), figlia del Re Géza II d'Ungheria, dalla quale ebbe
- Federico I (1175 – 1198), successore del padre nel titolo di duca d'Austria che morì tornando da una crociata al seguito dell'imperatore Enrico VI;
- Leopoldo, detto il Glorioso (1176 – 1230), duca di Stiria dal 1194, successe al fratello nel titolo di duca d'Austria, sposò nel 1203 la principessa bizantina Teodora Angelina (†1236).

## Ascendenza
|                           |                     |                            | Genitori                |  |  | Nonni |  |  | Bisnonni                 |  |  | Trisnonni            |  |
|                           |                     |                            |                         |  |  |       |  |  | Leopoldo II di Babenberg |  |  | Ernesto di Babenberg |  |
|                           |                     |                            |                         |  |  |       |  |  | Leopoldo II di Babenberg |  |  | Ernesto di Babenberg |  |
|                           |                     | Adelaide di Eilenburg      |                         |  |  |       |  |  | Leopoldo II di Babenberg |  |  |                      |  |
| Leopoldo III di Babenberg |                     |                            |                         |  |  |       |  |  | Leopoldo II di Babenberg |  |  |                      |  |
|                           |                     | Ida di Formbach-Ratelnberg | Rapoto IV di Cham       |  |  |       |  |  |                          |  |  |                      |  |
|                           |                     | Ida di Formbach-Ratelnberg | Rapoto IV di Cham       |  |  |       |  |  |                          |  |  |                      |  |
|                           |                     | Ida di Formbach-Ratelnberg | Mathilde                |  |  |       |  |  |                          |  |  |                      |  |
| Enrico II di Babenberg    |                     | Ida di Formbach-Ratelnberg |                         |  |  |       |  |  |                          |  |  |                      |  |
|                           |                     | Enrico IV di Franconia     | Enrico III il Nero      |  |  |       |  |  |                          |  |  |                      |  |
|                           |                     | Enrico IV di Franconia     | Enrico III il Nero      |  |  |       |  |  |                          |  |  |                      |  |
|                           |                     | Enrico IV di Franconia     | Agnese di Poitou        |  |  |       |  |  |                          |  |  |                      |  |
| Agnese di Waiblingen      |                     | Enrico IV di Franconia     |                         |  |  |       |  |  |                          |  |  |                      |  |
|                           |                     | Berta di Savoia            | Oddone di Savoia        |  |  |       |  |  |                          |  |  |                      |  |
|                           |                     | Berta di Savoia            | Oddone di Savoia        |  |  |       |  |  |                          |  |  |                      |  |
|                           |                     | Berta di Savoia            | Adelaide di Susa        |  |  |       |  |  |                          |  |  |                      |  |
| Leopoldo V di Babenberg   |                     | Berta di Savoia            |                         |  |  |       |  |  |                          |  |  |                      |  |
|                           | Giovanni II Comneno | Alessio I Comneno          |                         |  |  |       |  |  |                          |  |  |                      |  |
|                           | Giovanni II Comneno | Alessio I Comneno          |                         |  |  |       |  |  |                          |  |  |                      |  |
|                           | Giovanni II Comneno | Irene Ducaena              |                         |  |  |       |  |  |                          |  |  |                      |  |
| Andronikos Comneno        | Giovanni II Comneno |                            |                         |  |  |       |  |  |                          |  |  |                      |  |
|                           |                     | Piroska d'Ungheria         | Ladislao I d'Ungheria   |  |  |       |  |  |                          |  |  |                      |  |
|                           |                     | Piroska d'Ungheria         | Ladislao I d'Ungheria   |  |  |       |  |  |                          |  |  |                      |  |
|                           |                     | Piroska d'Ungheria         | Adelaide di Rheinfelden |  |  |       |  |  |                          |  |  |                      |  |
| Teodora Comnena           |                     | Piroska d'Ungheria         |                         |  |  |       |  |  |                          |  |  |                      |  |
|                           |                     | …                          | …                       |  |  |       |  |  |                          |  |  |                      |  |
|                           |                     | …                          | …                       |  |  |       |  |  |                          |  |  |                      |  |
|                           |                     | …                          | …                       |  |  |       |  |  |                          |  |  |                      |  |
| Irene                     |                     | …                          |                         |  |  |       |  |  |                          |  |  |                      |  |
|                           |                     | …                          | …                       |  |  |       |  |  |                          |  |  |                      |  |
|                           |                     | …                          | …                       |  |  |       |  |  |                          |  |  |                      |  |
|                           |                     | …                          | …                       |  |  |       |  |  |                          |  |  |                      |  |
|                           |                     | …                          |                         |  |  |       |  |  |                          |  |  |                      |  |